# Гать (Росія)
Гать (рос. Гать) — селище у складі Верхньопишминського міського округу Свердловської області.
Населення — 51 особа (2010, 71 у 2002).
Національний склад станом на 2002 рік: росіяни — 93 %.